# Robert Markham
Sir Robert Markham of East Markham (* um 1435  † um 1495) war ein englischer Ritter.

## Leben
Er war ein Sohn von Robert Markham und Elizabeth Burdon.
Er war ein treuer Anhänger des Hauses York und kämpfte während der Rosenkriege bei der Schlacht von Towton (1461).
Markham wurde im Rahmen der Krönungsfeierlichkeiten 1461 durch Eduard IV. zum Knight of the Bath geschlagen.
Sir Robert diente als Sheriff in der Grafschaft Lincolnshire 1475 und in den Grafschaften Nottinghamshire und Derbyshire 1479.
Im Juni 1481 kommandierte er, auf Geheiß von Francis Lovell, 1. Viscount Lovell, eine Truppe um das Gut East Bridgeford für Lord Lovell einzunehmen.

## Ehe und Nachkommen
Sir Robert Markham war verheiratet mit Joan, Tochter des Sir Giles Daubeney.
Das Paar hatte zumindest zwei Söhne:
- Sir John Markham[7][1]
- Robert Markham ⚭ Elizabeth de Mering[7][1]